# Оссіо (Міннесота)
Оссіо (англ. Osseo) — місто (англ. city) в США, в окрузі Ганнепін штату Міннесота. Населення — 2688 осіб (2020).

## Географія
Оссіо розташоване за координатами 45°7′4″ пн. ш. 93°23′58″ зх. д. / 45.11778° пн. ш. 93.39944° зх. д. (45.117753, -93.399457).  За даними Бюро перепису населення США в 2010 році місто мало площу 1,94 км², уся площа — суходіл.

## Демографія
Згідно з переписом 2010 року, у місті мешкало 2430 осіб у 1128 домогосподарствах у складі 575 родин. Густота населення становила 1255 осіб/км².  Було 1217 помешкань (628/км²).
Расовий склад населення:
| - 90,3 % — білих - 4,2 % — чорних або афроамериканців - 1,4 % — азіатів - 0,5 % — корінних американців - 1,7 % — осіб інших рас |

До двох чи більше рас належало 2,0 %. Частка іспаномовних становила 3,6 % від усіх жителів.
За віковим діапазоном населення розподілялося таким чином: 16,9 % — особи молодші 18 років, 59,4 % — особи у віці 18—64 років, 23,7 % — особи у віці 65 років та старші. Медіана віку мешканця становила 46,1 року. На 100 осіб жіночої статі у місті припадало 85,4 чоловіків;  на 100 жінок у віці від 18 років та старших — 84,3 чоловіків також старших 18 років.
Середній дохід на одне домашнє господарство  становив 60 674 долари США (медіана — 46 125), а середній дохід на одну сім'ю — 80 294 долари (медіана — 69 514). Медіана доходів становила 45 625 доларів для чоловіків та 34 125 доларів для жінок. За межею бідності перебувало 7,4 % осіб, у тому числі 11,3 % дітей у віці до 18 років та 8,0 % осіб у віці 65 років та старших.
Цивільне працевлаштоване населення становило 1290 осіб. Основні галузі зайнятості: роздрібна торгівля — 24,6 %, освіта, охорона здоров'я та соціальна допомога — 21,3 %, виробництво — 11,7 %, науковці, спеціалісти, менеджери — 11,4 %.